# Chavundaraya
Chavundaraya (alte variante: Chavundraya sau Cāvunda Rāya) (n. 940 - d. 989) a fost un comandant militar, poet, ministru la curtea regelui Racamalla al IV-lea din Ganga și important susținător al cultului jainist. 

## Opera literară
Este autorul primei opere în proză în limba kannada, Triśasti-lakṣana-mahāpurāṇa (sau Cāvunda purāṇa), document important al jainismului, în care relatează evenimente legate de profețiile lui Mahavira, fondatorul jainismului.